# Ivanildo Misidjan
Ivanildo Misidjan (Paramaribo, 8 juli 1993) is een Surinaams voetballer die speelt als verdediger voor de Surinaamse club SV Broki.

## Carrière
Misidjan speelde van 2010 tot 2019 voor SV Leo Victor waarmee hij in 2014 de beker won. Sinds 2019 speelt hij voor SV Broki.
In 2018 maakte hij zijn debuut voor het Suriname.

## Erelijst
- Surinaamse voetbalbeker: 2014